# Stazione di Sudbury e Harrow Road
La stazione di Sudbury e Harrow Road è una stazione ferroviaria situata lungo la ferrovia delle Chiltern, a servizio del quartiere di Sudbury nel borgo londinese di Brent.

## Storia
Il 20 novembre 1905 la società Great Central Railway aprì un nuovo percorso per i treni merci tra il bivio di Neasden e quello di Northolt. I servizi passeggeri da Marylebone iniziarono il 1º marzo 1906, quando furono aperte tre nuove stazioni: Wembley Hill, South Harrow e, appunto, Sudbury e Harrow Road. Il 2 aprile 1906 questi servizi furono estesi fino a Northolt Junction.
È stata la stazione ferroviaria meno utilizzata di tutta la Grande Londra fino al biennio 2015/16.

## Movimento
La stazione è servita da un servizio ferroviario suburbano, gestito dalla compagnia ferroviaria Chiltern Railways. Il servizio in questa stazione è limitato: la stazione, infatti, è servita da un servizio limitato di soli quattro treni al giorno in ciascuna direzione nelle ore di punta dal lunedì al venerdì e non vi è alcun servizio di sabato e di domenica.

## Interscambi
Nelle vicinanze della stazione effettuano fermata delle linee automobilistiche, gestite da London Buses.
- Fermata autobus